# Odonturoides jagoi
Odonturoides jagoi är en insektsart som beskrevs av David R. Ragge 1980. Odonturoides jagoi ingår i släktet Odonturoides och familjen vårtbitare. Inga underarter finns listade i Catalogue of Life.